# Sa Calobra
Sa Calobra er en lille landsby i kommunen Escorca på den nordvestlige kyst af den baleariske ø Mallorca i Spanien.
Havnelandsbyen er et populært rejsemål for busudflugter og landevejscykelryttere og motionister. Den nås via en enkelt snoet vej, designet af den italiensk-spanske ingeniør Antonio Parietti og åbnede i 1933. Vejen har mange hårnålesving og en 270° spiralbro kaldet "slipseknuden". Stigningen kaldes officielt Coll del Reis eller Coll de Cal Reis og går op til 682 meter over havets overflade.
- Spiralbro på vejen til Sa Calobra
- Vejen ned til Sa Calobra
- Vejen til Sa Calobra og Serra de Tramuntana-bjergene